# Sophie Dressler
Sophie Dressler est un auteur jeunesse née le 27 octobre 1942 à Alger.

## Ouvrages
- Lucie au pays des graines
- Clara au pays des hommes-fleurs : A la recherche du macaque de Sibérut dans la jungle indonésienne
- Force 10 ! : Avis de tempête
- Un arc-en-ciel sur l'oasis : Le miracle de l'eau au pays des Touaregs
- " Un pont sur le temps - le Pont-Neuf raconte Paris ", Éditions Magnard, Paris, 1986